# Paracentrobia sexguttata
Paracentrobia sexguttata är en stekelart som först beskrevs av Girault 1915.  Paracentrobia sexguttata ingår i släktet Paracentrobia och familjen hårstrimsteklar. Inga underarter finns listade i Catalogue of Life.